# مایکل تایت
مایکل تایت (انگلیسی: Michael Tait؛ زادهٔ ۱۸ مهٔ ۱۹۶۶) یک موسیقی‌دان اهل ایالات متحده آمریکا است. از آلبوم‌های او می‌توان به !قهرمان، خدا نمرده است، دوباره متولد شو و متحد اشاره کرد.